# Vinzenz Dresl
Vinzenz Dresl (* 25. Februar 1934 in Steyr) ist ein ehemaliger oberösterreichischer Politiker (SPÖ) und Angestellter. Dresl war von 1979 bis 1989 Abgeordneter zum Oberösterreichischen Landtag.
Dresl besuchte die Volks- und Hauptschule und erlernte den Beruf des Drehers, bevor er einen dreimonatigen Kurs an der Volkswirtschaftsschule in Graz absolvierte. Er war Lehrling und Facharbeiter in den Steyr-Werken und trat 1964 in den Dienst des ÖGB, wo er als Sekretär der Gewerkschaft Metall-Bergbau-Energie in Steyr tätig war. Dresl war zudem ab 1974 Kammerrat der Kammer für Arbeiter und Angestellte für Oberösterreich. Dresl war zwölf Jahre lang Gemeinderat in Steyr und Vorsitzender der SPÖ-Sektion Steyr 23. Zwischen dem 25. Oktober 1979 und dem 13. Dezember 1989 vertrat Dresl die SPÖ im Oberösterreichischen Landtag.